# Зелена Поляна (Алейський район)
Зеле́на Поля́на (рос. Зелёная Поляна) — селище у складі Алейського району Алтайського краю, Росія. Входить до складу Фрунзенської сільської ради.

## Населення
Населення — 6 осіб (2010; 10 у 2002).
Національний склад (станом на 2002 рік):
- росіяни — 100 %